# Lecanopteris luzonensis
Lecanopteris luzonensis är en stensöteväxtart som beskrevs av Elbert Hennipman. Lecanopteris luzonensis ingår i släktet Lecanopteris och familjen Polypodiaceae. Inga underarter finns listade.